# 防弾チョッキ3型

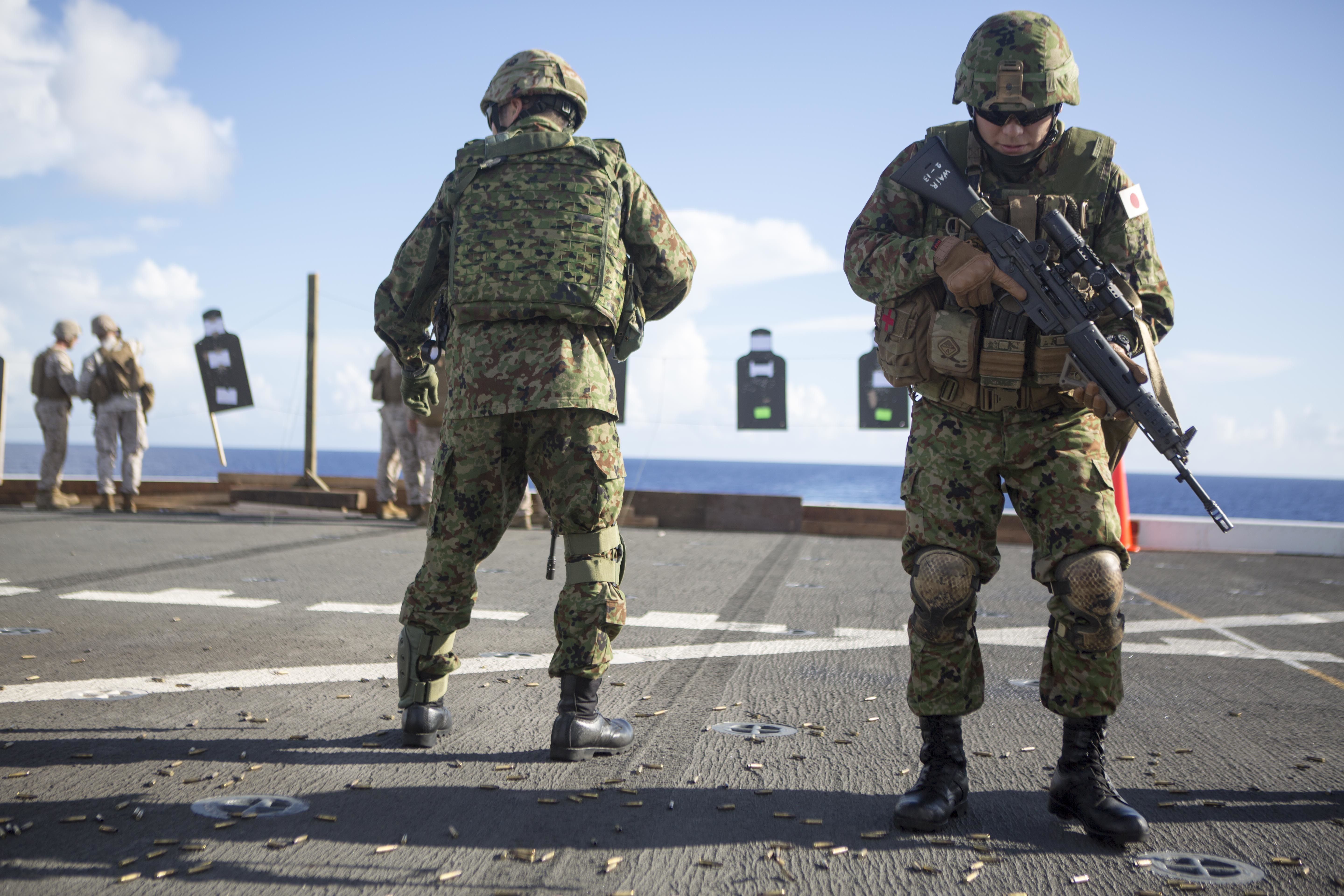
防弾チョッキ3型を着用した陸上自衛官
右の隊員はPALSを使用して私物の弾入れやポーチを取り付けている

防弾チョッキ3型（ぼうだんチョッキさんがた）は、陸上自衛隊が配備するボディアーマーである。
2000年代初頭から配備されていた防弾チョッキ2型の後継装備であり、2012年（平成24年）度予算（2012年（平成24年）4月-2013年3月）で初めて調達が行われた。

## 概要

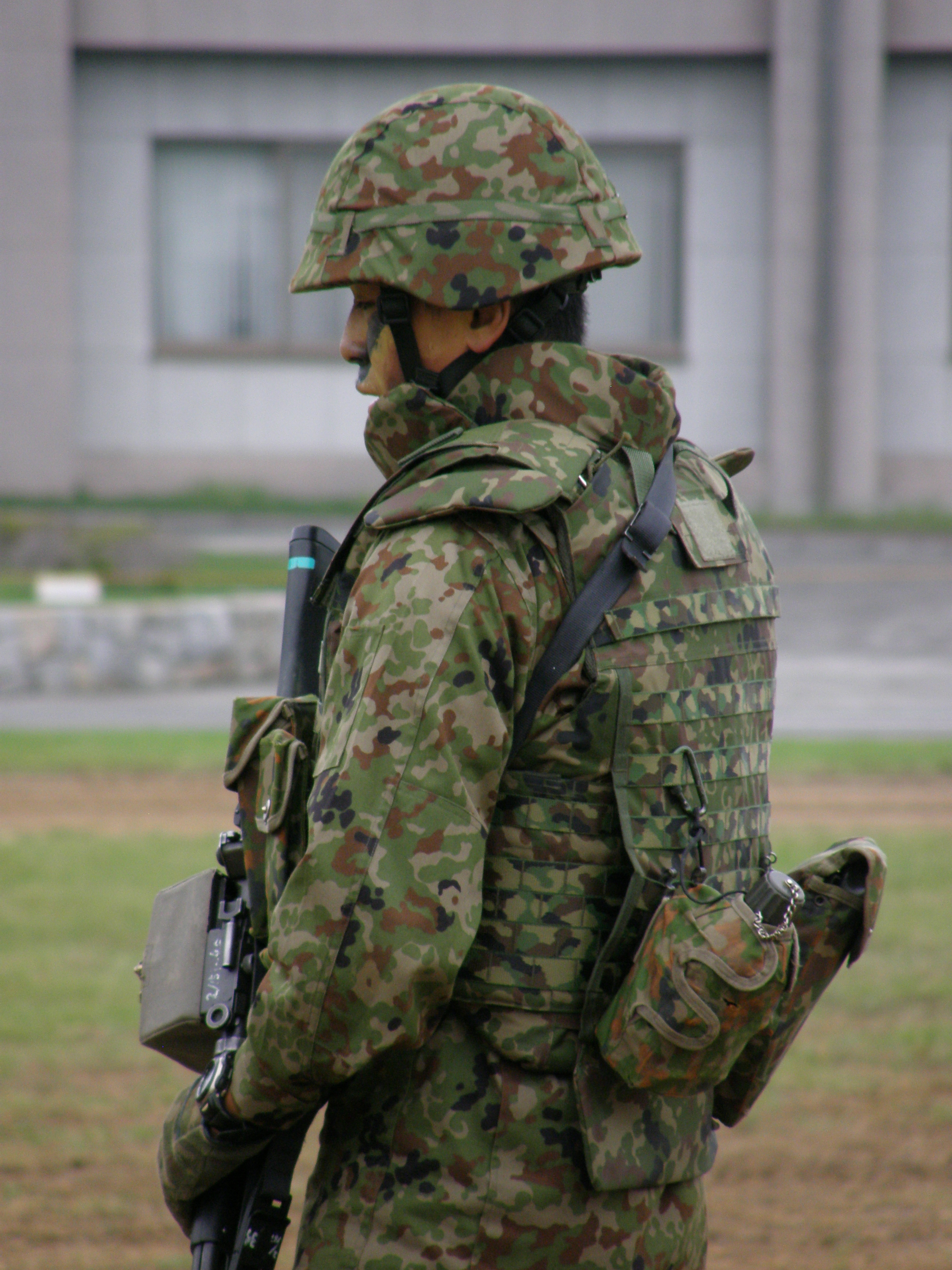
防弾チョッキ3型および88式鉄帽2型を着用する隊員（第15普通科連隊）

防弾チョッキ3型は、戦闘防弾チョッキ、防弾チョッキ2型に続く陸上自衛隊第3世代のボディアーマーであり、2型に比して隊員の疲労軽減などに考慮した設計がなされている。付加器材（セラミックプレート）が用意されており、2型と同じく単体で拳銃弾や砲弾片に、付加器材の挿入で小銃弾にそれぞれ対応する設計になっている。1号・3号・5号の3サイズが用意されている。
2011年（平成23年）10月6日に陸上自衛隊需品学校で行われた「QMフェア」で初めて存在が明かされ、朝雲新聞が写真を掲載している。
航空自衛隊でも「防弾チョッキ3型,空」として採用している。
2017年（平成29年）度から「防弾チョッキ3型(改)」の調達を開始した。

## 性能・機能

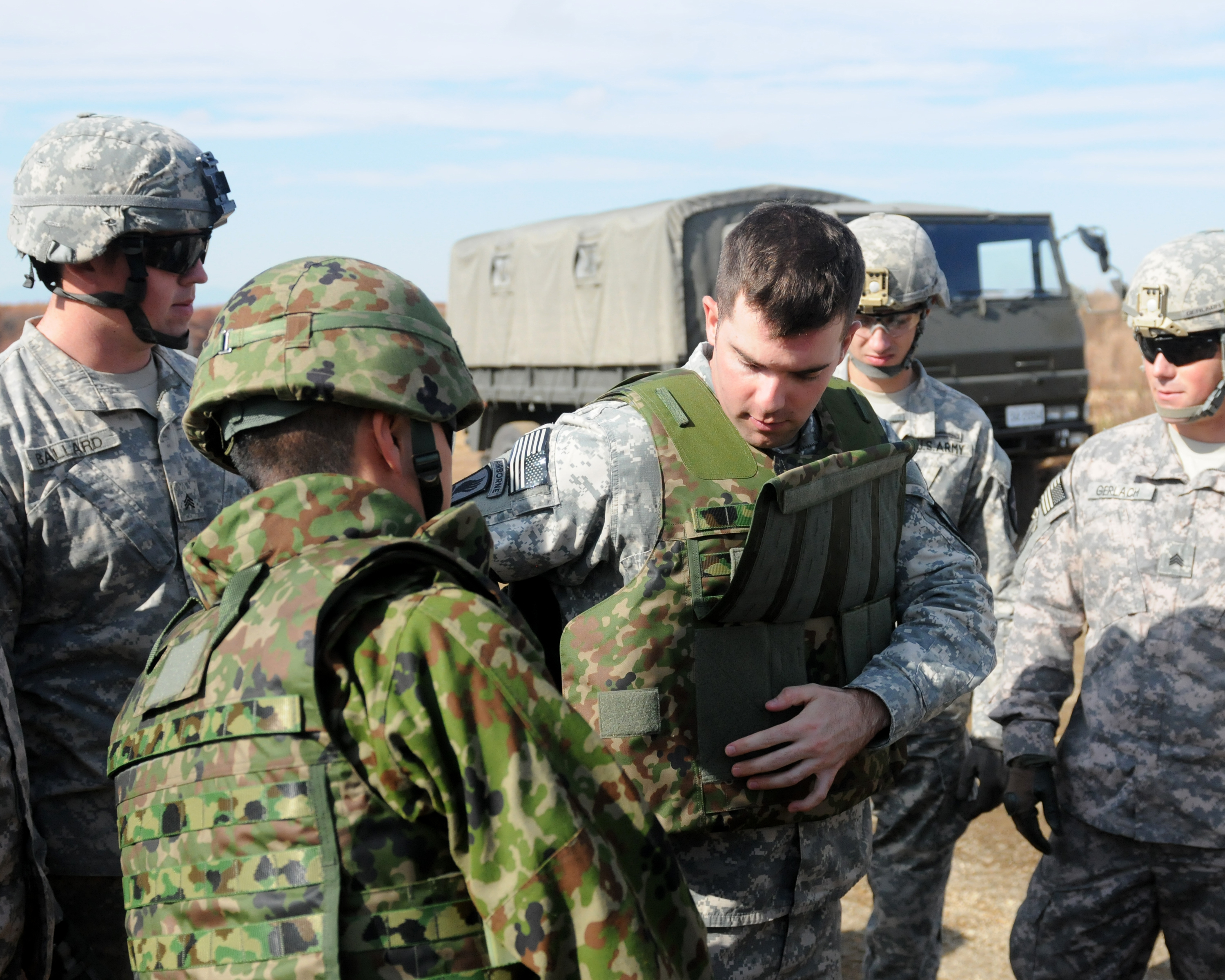
防弾チョッキ3型を試着するアメリカ陸軍兵士（オリエントシールド14演習にて）

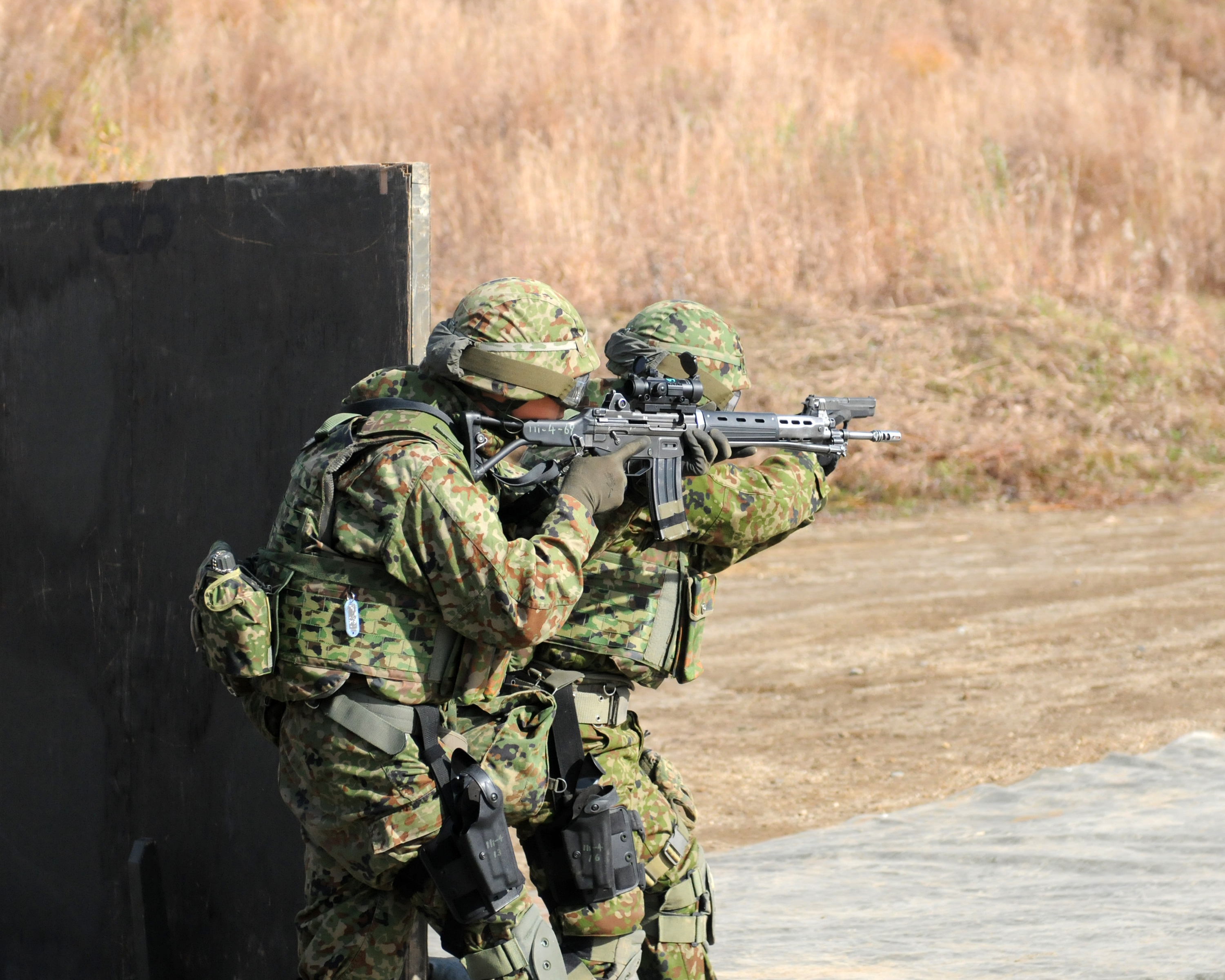
防弾チョッキ3型を着用した陸上自衛官

クイックリリース機能
クイックリリースとは、落水時や負傷時にボディアーマーの各パーツを連結しているワイヤーを引き抜き分解する機能で、陸上自衛隊では防弾チョッキ2型(改)で初めて採用されている。2型ではクイックリリースハンドルが下部側面に取り付けられていたが、3型の場合は首の下に変更され、より使いやすくなっている。この配置は、アメリカ陸軍のIOTVと同じである。
PALSテープ
PALS（パルス）とは、タクティカルベストやボディアーマーに一定の間隔で縫い付けた布テープに各種装具を取り付けるシステムで、その使いやすさや装具取り付けの自由度から各国の軍や法執行機関で広く採用されている。しかし、陸上自衛隊ではPALSを採用している装具が2型のみであり、旧来の弾帯に装着するタイプのクリップ式装具も取り付けられるように独自の規格を採用していた。3型ではそれを海外で一般的に使われている「幅1インチ（2.5cm）のテープを横間隔1.5インチ（3.8cm）で縫いつけ、上下のテープとの間隔を1インチ空ける」方式に変更することで民生品のPALS装具やアメリカ軍のMOLLE装具の利用が可能になっている。下部のテープ4列は上下の間隔無しで縫い付けられており、弾帯用装具を無改造で取り付けられるように考慮されているほか、MTVやSPCのように縫い付ける位置を上下でずらすことで装備取り付け位置の自由度を高めている。IOTVと同じく、テープ自体も迷彩化されている。
腰バンド
腰バンドは、ボディアーマー内部にカマーバンドを取り付け、それを腰に巻く事でアーマーの重量を肩だけでなく腰に分散させたり、アーマーの密着度を高める効果がある。これに関してもIOTVで初めて採用された機構である。なお、ボディアーマーの前部と後部を連結している側面部分もカマーバンドと言うため、説明文を読む際には注意が必要である。
重量
2型は付加器材挿入時の重量が12kgと、アメリカ陸軍で重量が不評だったレンジャーボディアーマーと同等であり、隊員の負担も大きいと予想される。3型ではこれを改善するために軽量化を行っている。
ドラッグハンドル
後面上部にはドラッグハンドルが取り付けられている。負傷して行動不能になった際にはほかの隊員がここをつかみ、牽引（ドラッギング）することが可能となっている。
肩部分
2型で肩部の外側に装備されていた肩のアーマーは内側に移動し、外側には滑り止め加工が施されている。これは、2型に引き続き採用されたものであり、サスペンダーやベストなどの装具や小銃の銃床、スリングなどを固定することを考慮したものと考えられる。
着用方法
羽織るように着用していた戦闘防弾チョッキや2型と異なり、頭部から被るようにして着用するプルオーバー方式を採用し、体への固定に関しては背面の左右から伸びたカマーバンドを体に巻きつけるという方法を取っている。羽織る方式のアーマーは何かに引っかかった時に前面が勝手に開放してしまうという欠点があり、プルオーバー方式はそれを解消しているが、「着用時に顔や耳を傷つける」ことや、眼鏡やシューティンググラス、戦闘用ヘルメットを装備している状態では着脱できないという欠点があり、それを解消するために海外の軍では肩の部分がバックルなどで開放可能になっているアーマーも多いが、3型はそのような設計にはなっていない。

## 配備
2014年（平成26年）にAASAM（オーストラリア国際陸軍射撃大会）に参加した隊員が着用したのを皮切りに、各地の駐屯地祭などでも確認されるようになった。2014年の御嶽山噴火でも使用されている。
日本政府は2022年（令和4年）3月8日、国家安全保障会議を踏まえて、自衛隊法や防衛装備移転三原則の範囲内でウクライナに防弾チョッキ3型を含む非殺傷の物資を提供することを決定した。防弾チョッキ3型は防衛装備品に該当したため、従来の防衛装備移転三原則の運用指針ではウクライナには提供することができなかった。そのため、政府は「異例のスピード」で運用指針を変更し、ウクライナへの提供を実現させた。